# Épaves puniques de Marsala
Les épaves puniques de Marsala sont deux épaves puniques découvertes dans la zone dite Punta Scario, non loin de l'actuelle Marsala, en Sicile, en 1969 et fouillées à partir de 1971.
Des inscriptions en alphabet phénicien ont permis d'attribuer sans aucun doute les vestiges aux Carthaginois. Leur état de conservation a permis de faire avancer la connaissance sur la marine carthaginoise au moment de la première guerre punique et de valider certaines informations données par les sources anciennes.

## Historique de la découverte

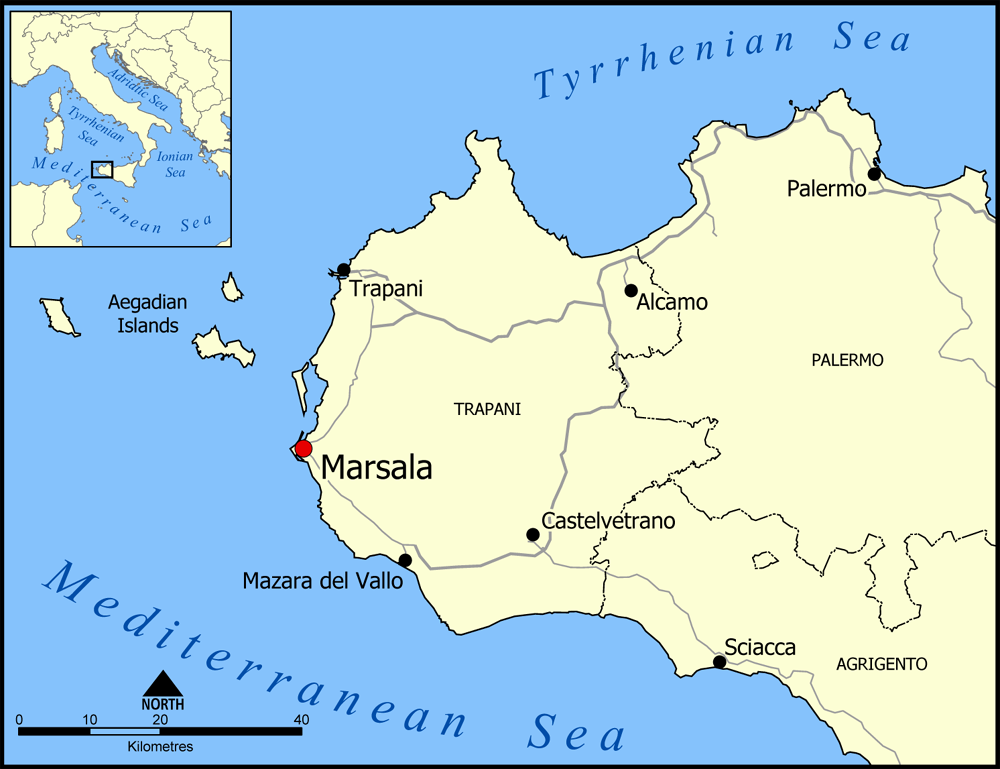
Localisation de Marsala en Sicile occidentale

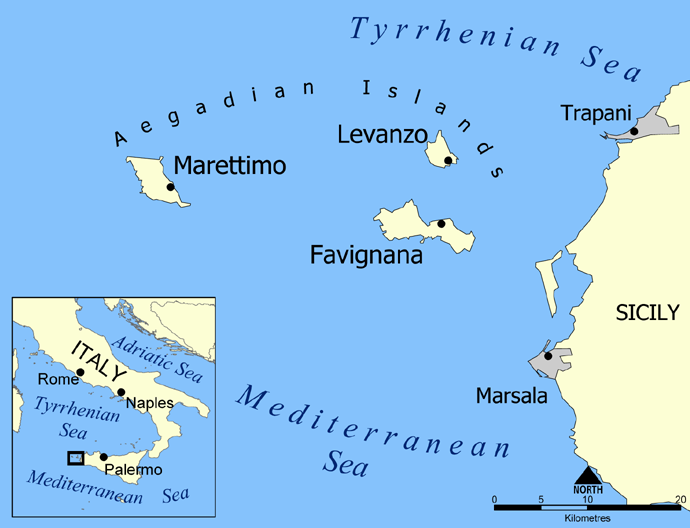
Localisation des Iles Egates

En 1969 le capitaine d'une drague commerciale qui extrayait du sable signala la découverte de bois anciens appartenant à des épaves dans la zone dite Punta Scario, non loin des Îles Égates. Deux navires antiques furent découverts alors, un navire marchand contenant des amphores et un navire long antérieur.
Une étude fut effectuée et en 1971 le mouvement d'un banc de sable a exposé les vestiges de la poupe à des dégradations. Afin d'éviter une perte irrécupérable pour la connaissance de la marine punique des fouilles de secours furent engagées pendant quatre saisons.
Les autorités siciliennes et la British School at Rome demandèrent à l'archéologue Honor Frost de diriger les fouilles. Des rapports annuels furent publiés dans International Journal of Nautical Archaeology. Le rapport final a été publié par l'Accademia Nazionale dei Lincei en 1981.
La fouille a été effectuée au nord de la côte de Marsala, correspondant au site antique de Lilybée, fondé par les Puniques après la destruction de Motyé en 397 av. J.-C. En 1971 l'arrière d'un bateau punique a été découvert à 2,50 mètres de profondeur. En 1974, à seulement 70 mètres de là un autre navire, navire-jumeau du précédent a été découvert par l'archéologue et a été baptisé Sister Ship, mais dont ne subsistaient que la proue et l'éperon.
Des éléments des épaves ont été remontées et traitées pour se conserver à l'air libre. La première épave a été remontée en 1975-1980, dans un ancien hangar à vin du XIXe siècle. Après quelques années, en 1987, et à la suite d'un mouvement de protestation des archéologues les vestiges sont déplacés : en effet, le lieu de dépôt primitif ne pouvait garantir leur conservation. Le lieu de conservation actuel est le Musée archéologique Baglio Anselmi.

## Description des vestiges et des navires

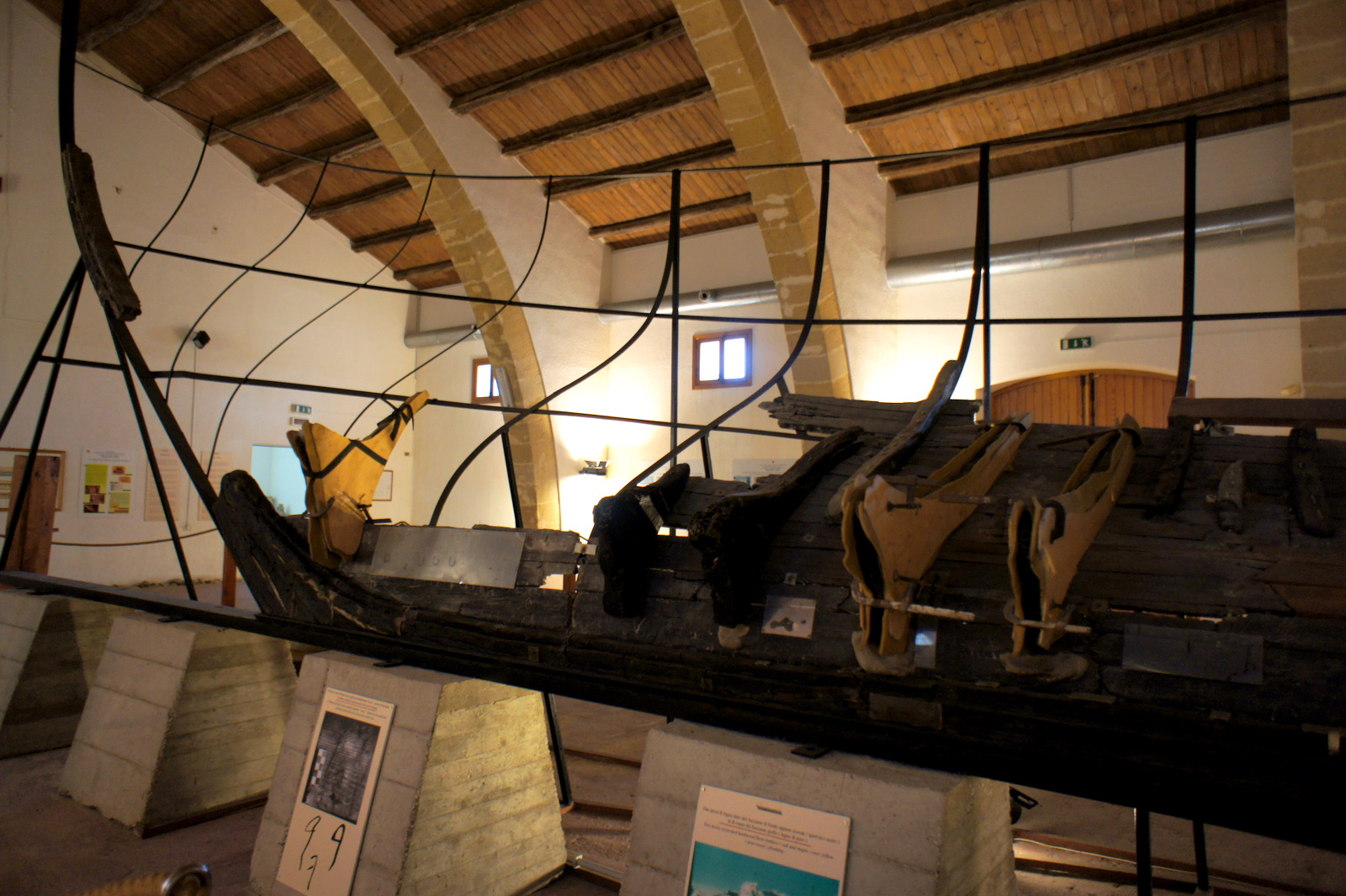
Fragments de la quille de la poupe

Les archéologues ont découvert du premier navire les vestiges de 12 m de quille de la poupe et du bâbord. Sur la proue du second navire ils ont découvert des vestiges d'un éperon de bois et des éléments de calligraphie punique. Les navires étaient faits en bois de pin.

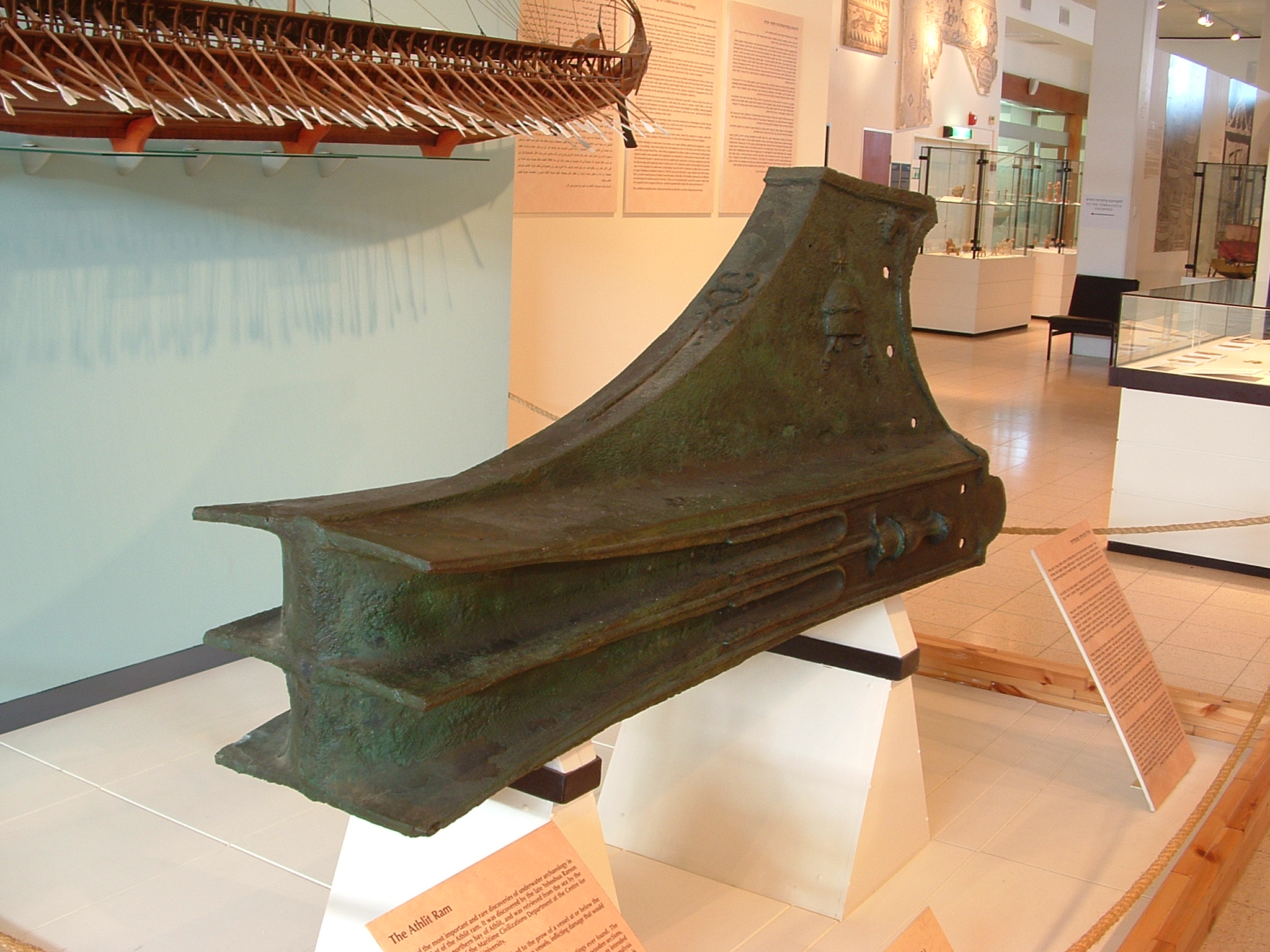
Éperon en bronze d'un navire grec, trouvé au large d'Atlit en Israël.

Les découvertes effectuées lors des fouilles ainsi que la forme du navire interdirent de considérer les vestiges comme ceux de navires marchands. En effet, les navires marchands contiennent des éléments destinés au stockage de marchandises ou d'eau potable. Les éléments de vaisselles retrouvés sur le site étaient destinés à un usage individuel. Il a pu être déterminé que le navire contenait également de la viande de boucherie diverse : cerfs, chevaux, bœufs, mouton, chèvre, porc. Des fragments de tiges de marijuana destinées sans doute à être mâchées par les rameurs ont été retrouvés.
Les archéologues ont fait quelques maigres découvertes lors des fouilles parmi lesquelles des fragments d'un panier, d'une corde ainsi que des restes d'ossements humains, la victime ayant été sans doute prise au piège. La présence de ballast confirme la destination militaire des bateaux. Une datation au carbone 14 de fragments de bois a permis de proposer la datation de 235 av. J.-C.
Les deux navires étaient sans doute de type liburne. Mesurant - sans toutefois que cette taille puisse être généralisée - 34 mètres de long pour 4,80 mètre de maître-bau (largeur), ces petits navires étaient propulsés par un seul banc de nage, organisé à deux rameurs par aviron sur 17 rangs de chaque côté. Les navires appartenaient au type de la galère.
L’éperon d’un des deux navires a été découvert et reconstitué : à la différence des éperons en trident figurés sur des monnaies carthaginoises, il est en forme de bec retroussé de 3 mètres environ, en bois revêtu de métal. Sur le bois des vestiges retrouvés du mastic, « enduit épais blanc et résineux », recouvrait le bois et subsistaient des clous et des fragments d'une plaque de cuivre. Piero Bartoloni évoque des clous de cuivre et des plaques de plomb enduites de poix.
Émergeant à peine hors de l'eau, il était relié à l’étrave par une fixation ingénieuse, prévue pour se briser lors du choc de l’éperonnage et permettre au navire attaquant de se dégager facilement du flanc défoncé de son adversaire et de tenir à flot,.

## Interprétation et apports de la découverte

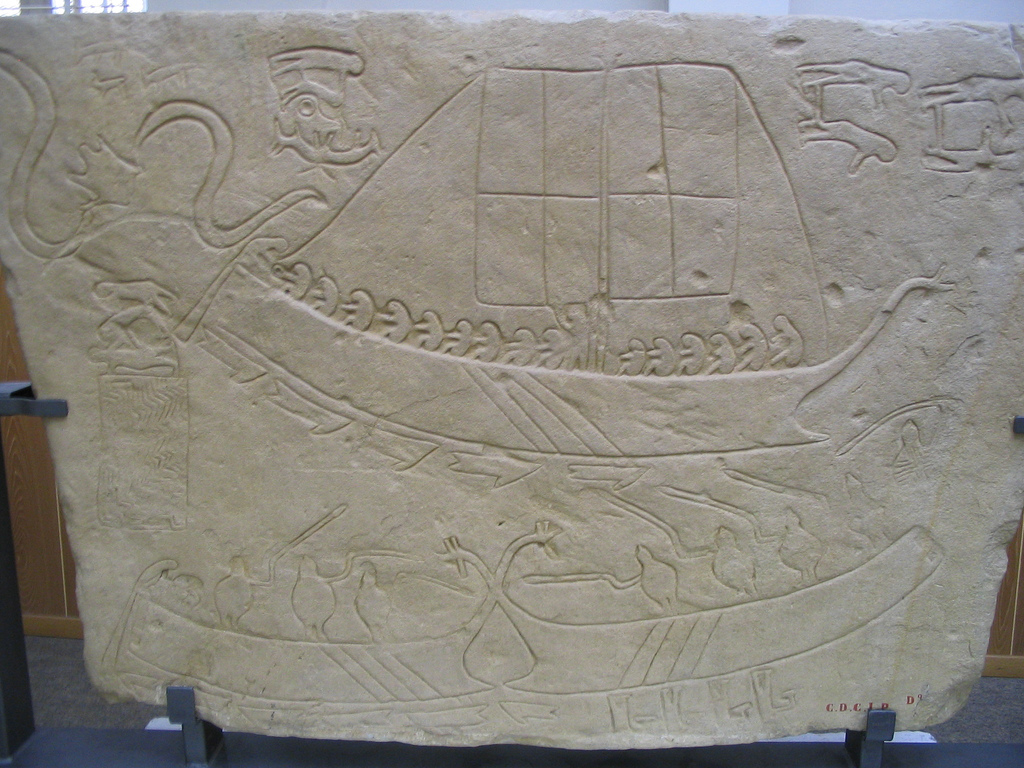
Représentation d'une bataille navale

Les formes des vestiges des navires se complètent, avec notamment un éperon, elles fournissent un document unique de la marine de guerre carthaginoise durant la première guerre punique,. Les éléments livrés ont permis de confirmer des éléments déjà connus par la numismatique punique d'Espagne Barcide et les stèles découvertes en particulier dans les fouilles du tophet de Carthage.
Les vestiges de navires-jumeaux datent sans doute des combats autour de Lilybée et de Drépane en 241 av. J.-C., la bataille des îles Égates.
Les spécialistes ne sont pas d'accord quant au rôle dévolu aux navires retrouvés. Honor Frost considère les navires comme ayant servi aux combats. Hédi Dridi à la suite de Piero Bartoloni considère pour sa part que les navires retrouvés avaient un rôle d'aviso, assurer la surveillance ou le lien entre des navires plus importants chargés des combats stricto sensu en particulier du fait de l'absence de rostre.
Les éléments découverts qui se complètent apportent des points de connaissance uniques sur la sophistication des navires de combat phéniciens et sur la construction navale qui semble avoir obéi à une méthode rationalisée voire de système qualifié de « préfabriqué ».

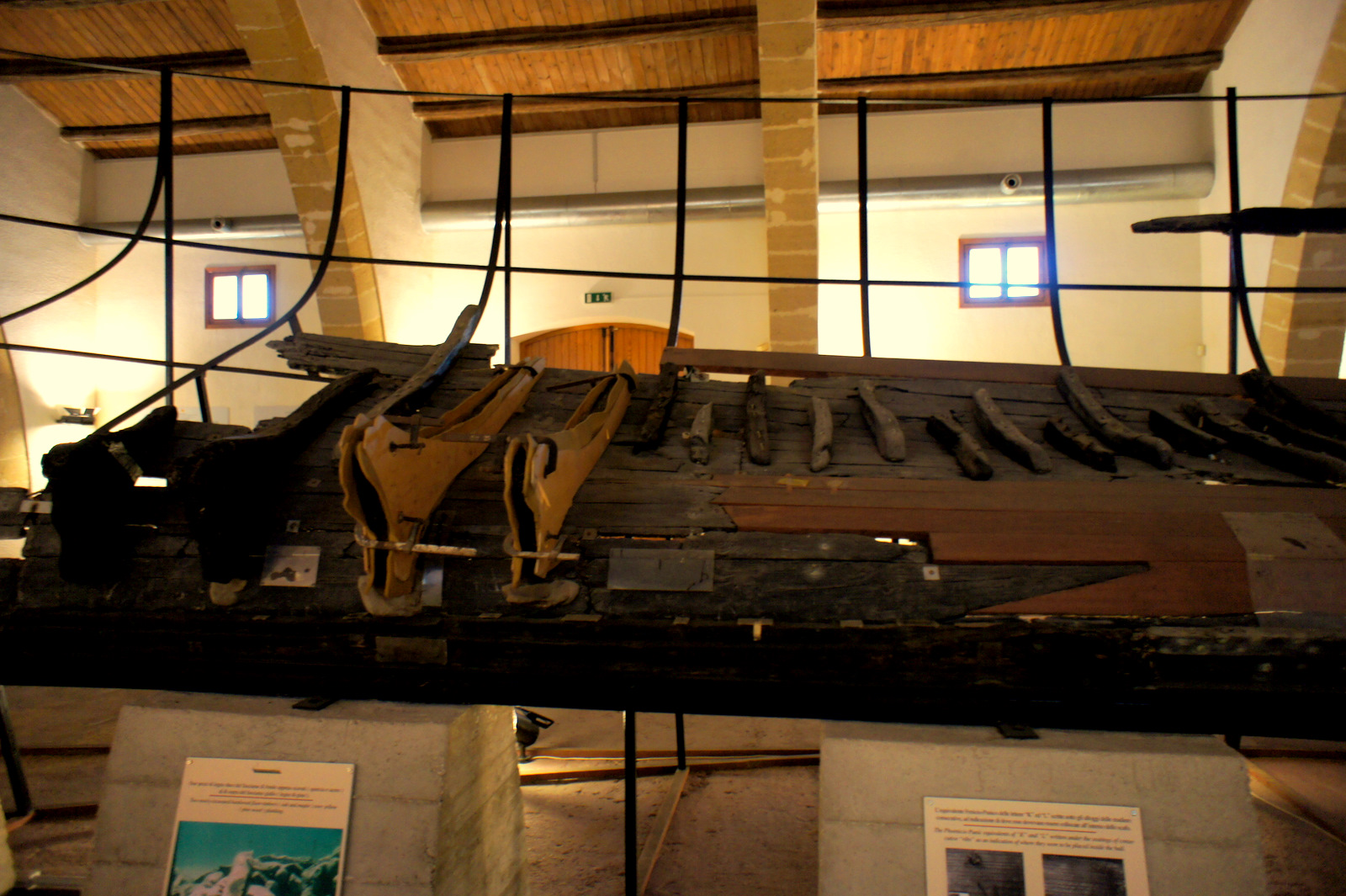
Fragments de la poupe

Les navires de Marsala ont obéi à une technique très élaborée. En temps habituel les chantiers navals antiques mettaient en place la carcasse et la quille dans un second temps, après avoir conçu quille étambot et bordé. À Marsala les concepteurs ont placé des gabords grâce à des tenons sur la quille, puis placé les éléments de virures du bordage sous la ligne de flottaison, puis ont réalisé les varangues, et enfin le bordé était réalisé. La technique de réalisation du bordé de l'épave de Marsala est très particulière, avec une différence entre les planches situées sous la ligne de flottaison et celles situées au-dessus de celle-ci, dont le bord inférieur possède un renflement destiné à éviter les éclaboussures sur le pont lorsque le navire allait à vive allure.
Chaque planche de la quille était munie de signes alphabétiques destinés à l'assemblage. Des mots puniques ont été identifiés également. Les inscriptions figuraient sur le côté interne de la quille et la coque. Chaque signe permettait d'indiquer la position de chaque pièce. Les éléments du navire étaient réalisés par des menuisiers puis confiés aux charpentiers. Ils étaient stockés au préalable sans doute dans les entrepôts du port ; et les chantiers navals pouvaient travailler de ce fait en toutes saisons. Les navires semblent d’après les lettres de repérage peintes sur les pièces de la coque avoir été construits selon un processus standardisé et évitant le long façonnage des planches de bordé.
Cette découverte archéologique semble justifier l’assertion sur la remarquable rapidité de construction de ces navires puniques, formulée par les historiens antiques et considérée jusque-là comme peu vraisemblable. Appien signale que lors de la troisième guerre punique, vers 147 av. J.-C., en dépit du siège romain de Carthage, les Carthaginois bâtirent plusieurs dizaines de navires, trirèmes et quinquérèmes,. Depuis la découverte de Marsala, nous n'avons plus de raisons de douter de cette affirmation. Ce système de construction permet également de comprendre le récit de Polybe qui évoque la capture d'un navire punique par les Romains et la prise pour modèle afin de constituer leur propre flotte.